# Service Mapping Description
Pour les articles homonymes, voir SMD.
 (avril 2025).
Si vous disposez d'ouvrages ou d'articles de référence ou si vous connaissez des sites web de qualité traitant du thème abordé ici, merci de compléter l'article en donnant les références utiles à sa vérifiabilité et en les liant à la section « Notes et références ».
Le Service mapping description (SMD) est un schéma de description d'une structure d'un web service de type JSON.